# Timandra recompta
Timandra recompta là một loài bướm đêm trong họ Geometridae.